# Трамвай № 701 (Дюссельдорф)
Линия трамвая № 701 является в Дюссельдорфе одной из важнейших, старейших и наиболее протяжённых. Она была открыта в 1908 году; в 2008 году праздновалось её столетие. Протяжённость — 17,68 км. В год услугами линии пользуется 17 миллионов пассажиров. Пересекает столицу Северного Рейна- Вестфалии с севера (от административного района Рат) на юг (до административного района Бенрат) и соединяет все наиболее важные районы города.

## Остановочные пункты, линия движения и достопримечательности
Всего по маршруту сооружено 38 остановочных пункта и два новых намечены на ближайшую перспективу. На 4-х из них можно делать пересадки на пригородные железнодорожные поезда, а ещё на 11-ти — на другие трамвайные и автобусные линии.
Последовательность остановок при движении с юга на север Дюссельдорфа:
- Бенрат Бетрибсхоф (Benrath Betriebshof) . Ещё в начале XX века именно здесь заканчивался маршрут из Дюссельдорфа в Бенрат и начинались трамвайные линии через город Хильден в города Фовинкель (ныне часть Вупперталя) и Олигс (ныне часть Золингена. Здесь же находилось небольшое трамвайное вагонное депо для узкоколейных вагонов (метровая ширина путей). В 1961 году движение на Хильден было прекращено и трамвайные пути или закатаны под асфальт или же разобраны. Конечный пункт полностью реконструирован в 2010 году и теперь здесь конечная остановка не только маршрута № 701, но и метротрама № 74. Платформа низкая, рассчитанная на низкодверные вагоны новой линии метро, которую планируется ввести в производство в 2014 году. Для пассажиров устроено место отдыха под навесом. Основная трамвайная остановка для жителей восточного Бенрата. Внутри трамвайного кольца расположена стоянка для личного автомобильного транспорта. На месте бывшего вагонного депо сохранены две открытые тупиковые рельсовые ветки, а сами сооружения реконструированы и переданы автобусному парку. Пересадочный пункт на автобусные маршруты в сторону Вупперталя и Монхайма. Следующий остановочный пункт находится в 550 метрах. Трамвайные пути проложены по Хильденской улице (Hildener Straße) и проходят под железнодорожным мостом скоростной магистрали Дюссельдорф-Кёльн. Сразу за мостом колея поворачивает направо на Хойбес-штрассе к остановке у железнодорожного вокзала.

- Ещё ходят старые трамваи
- Конечная остановка в Бенрате
- 701-й на маршруте
- «Серебряная стрела», маршрут 701